# Verdenstopmødet om social udvikling
Verdenstopmødet om social udvikling (World Summit for Social Development Copenhagen 1995) fandt sted i Bella Center i København den 6. – 12. marts 1995. Topmødet var et FN-arrangement, arrangeret af Commission for Social Development, en af de ti kommissioner under United Nations Economic and Social Council (ECOSOC), der efter den danske regerings indbydelse blev holdt i København.
187 lande deltog i topmødet. For 118 landes vedkommende blev der afgivet indlæg af stats- eller regeringschefen.
Topmødet var det hidtil største konferencearrangement i Danmark. FN registrerede 14.100 deltagere. FN's egen stab udgjorde 405 personer, medens 2.648 personer varetog service- og sikkerhedsopgaver i Bella Center.
Præsident for topmødet var statsminister Poul Nyrup Rasmussen.
Det vigtigste resultat af topmødet var den klare forpligtelse for verdens lande til at udrydde absolut fattigdom og det gennemgående tema, at ingen gruppe i et samfund må anses for en byrde, men at alle mennesker skal betragtes som en ressource for udvikling og skal inddrages i udformningen og gennemførelsen af programmer for social udvikling.
I topmødevedtagelserne indgik "menneskelig værdighed" som et nydannet begreb. Begrebet er svagere end menneskerettigheder, men blev anset som et skridt på vejen til en international anerkendelse af en række grundlæggende sociale behov.
Mens tidligere konferencer især havde fokuseret på udviklingsbistand som det vigtigste nord/syd-spørgsmål, lå vægten ved topmødet på udviklingslandenes gældsproblemer og på strukturtilpasningsprogrammernes sociale konsekvenser, samt på behovet for at omallokere eksisterende ressourcer til sociale formål.
Topmødet blev et væsentligt skridt i retning af, at verdenssamfundet satte en række centrale problemer på dagsordenen, som ellers havde været spørgsmål af indenrigspolitisk karakter i de enkelte lande, men selvom der blev åbnet for en dialog med fokus på sociale forhold, fattigdom og ulighed, så herskede der skepsis i de fattigste lande om løfterne på topmødet. Da der senere blev foretaget evalueringer af det konkrete udbytte af topmødet, dominerede opfattelsen af, at de løfter og det handlingsprogram, som blev vedtaget under topmødet ikke var tilstrækkelige, ligesom de heller ikke viste sig at være tilstrækkeligt juridisk bindende for de udviklede landes vedkommende  .